# Paracentrotus
Paracentrotus (лат.) — род морских ежей семейства Parechinidae. Виды этого рода распространены в бассейне Атлантического океана, включая Средиземное море, с плейстоцена.

## Характеристика
Виды Paracentrotus — морские ежи с круглой, слегка уплощённой спинной частью раковины. Рот расположен посередине нижней стороны (называемой «оральной»), а анус — напротив, на вершине аборальной поверхности (называемой перипроктом). Иглы прямые и заострённые: их диаметр не превышает половины диаметра раковины. У раковины дициклический апикальный диск, а места прикрепления игл к раковине неперфорированные. Амбулакральные области состоят из полипороподобных сложных пластинок (5-6 пар пор, расположенных дугообразно). Каждая пластинка несет первичный бугорок.
Эти морские ежи встречаются в Атлантическом бассейне, включая Средиземное море, с плейстоцена.

## Виды
В род входят следующие виды:
- Paracentrotus gaimardi Blainville (1825)
- Paracentrotus lividus Lamarck (1816)

## Галерея

Виды рода Paracentrotus
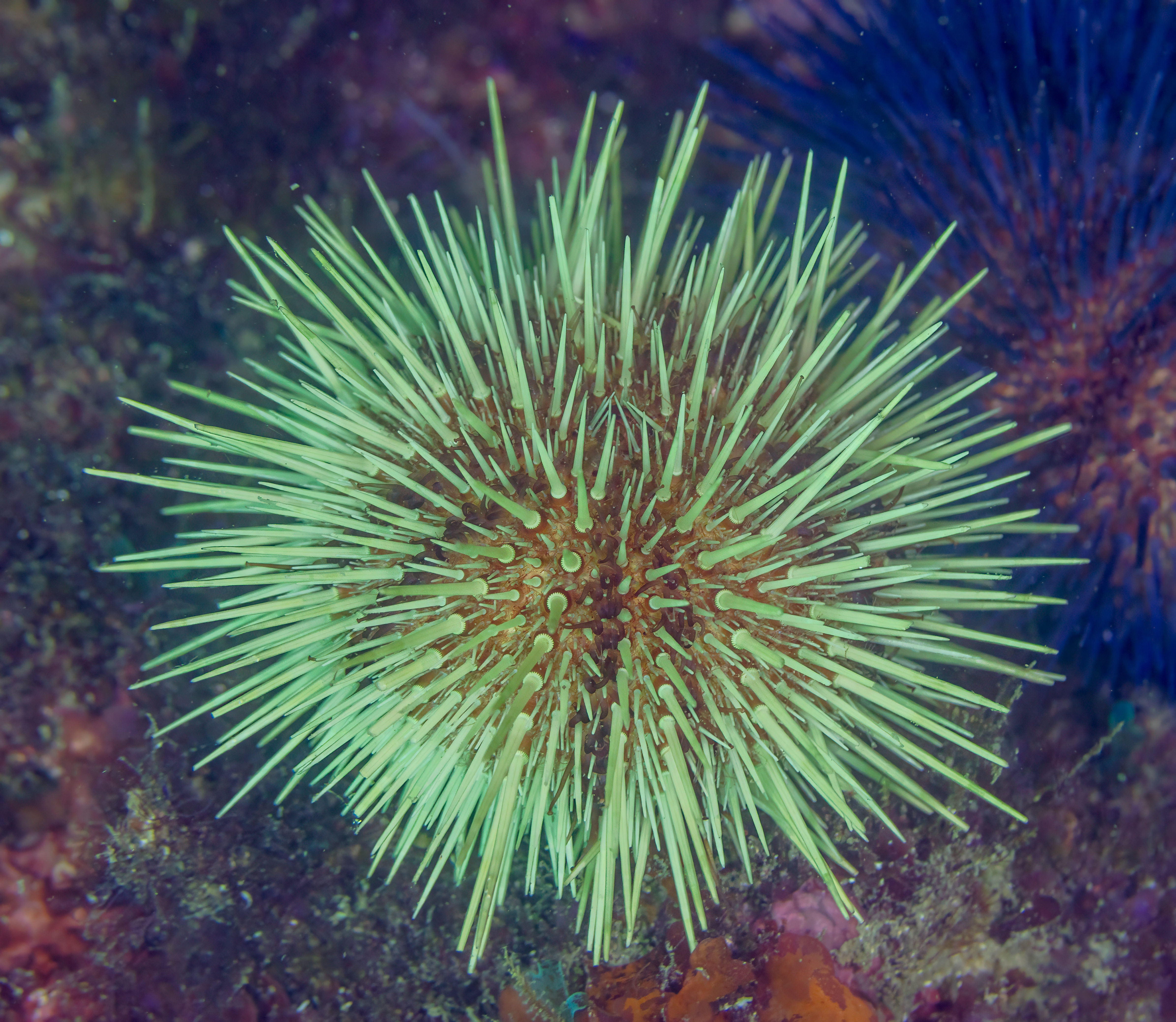
Paracentrotus lividus
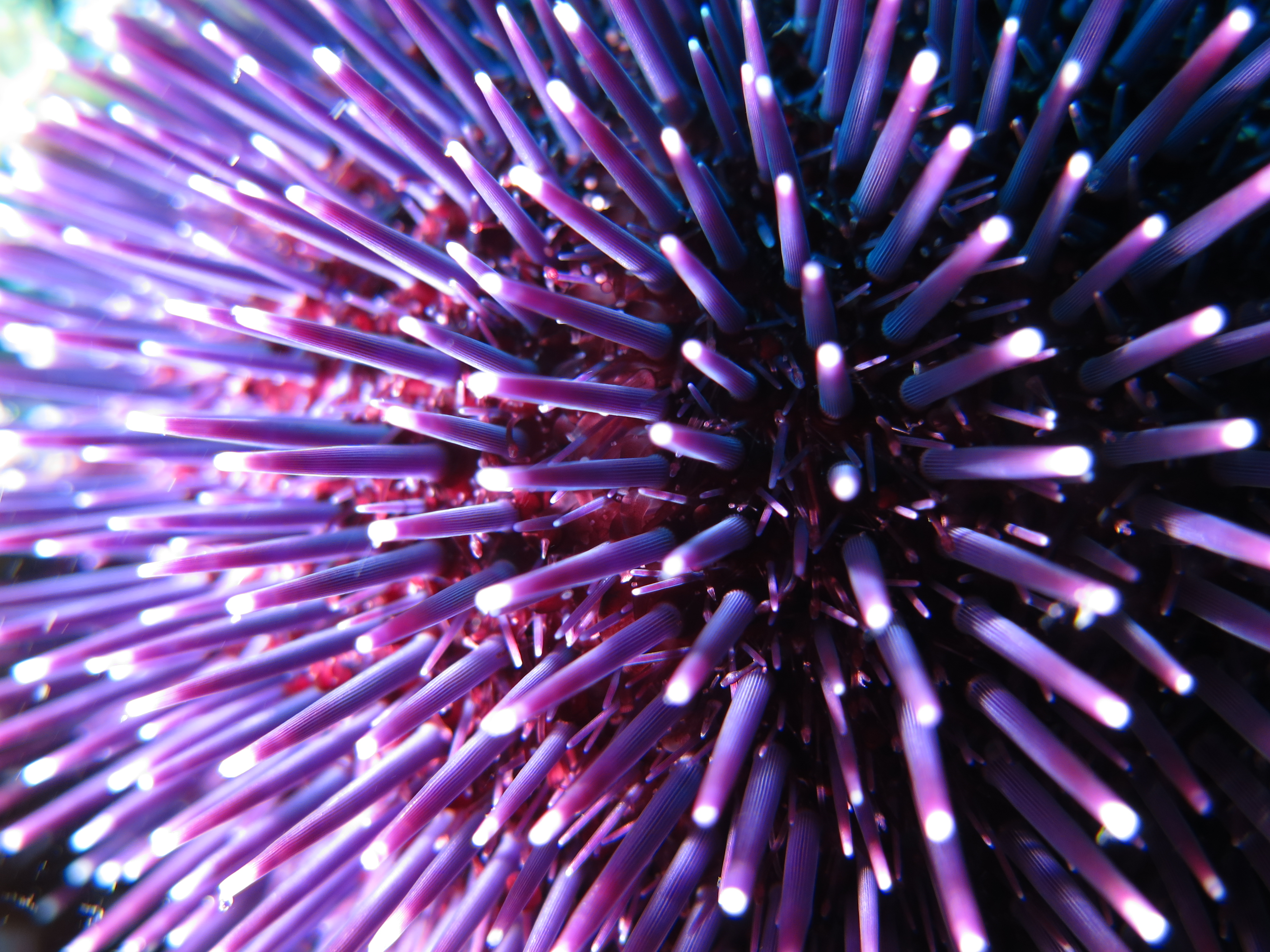
Иглы P. lividus
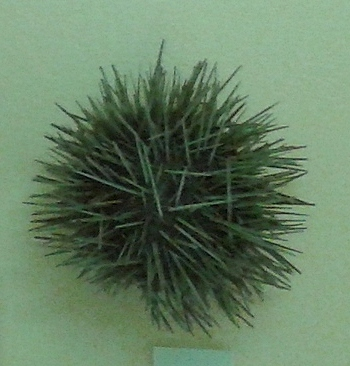
Paracentrotus gaimardi